# Факултет
Факултетът е подразделение на университет, обхващащо определена област или няколко близки области. От своя страна те включват катедри, обединяващи преподаватели от сродни учебни дисциплини.
В българските държавни университети факултетите са основни учебни звена, съответстващи на отделните основни образователни области. Според Закона за висшето образование в България от 1995 г., факултетът трябва да разполага с поне 40 преподаватели на основен трудов договор, като 70% от лекциите следва да се водят от хабилитирани лица. Органи за управление на факултета са общото събрание на факултета, факултетният съвет и деканът. Обикновено факултетът включва в структурата си няколко катедри, всяка от които трябва да има поне 7 преподаватели на основен трудов договор.
В други страни терминът има по-различно значение. Например в Северна Америка (на английски: faculty) подразделения на даден университет често са наричани колеж (college) или училище (school), като разполагат с по-голяма самостоятелност в сравнение с традиционните факултети в Европа.